# Cyclohexenoxid
Cyclohexenoxid ist ein cycloaliphatisches Epoxid. Es kann in kationischer Polymerisation zu Poly(cyclohexenoxid) reagieren. Da Cyclohexenoxid monovalent ist, ist Poly(cyclohexenoxid) ein Thermoplast.

## Herstellung
Cyclohexenoxid wird in einer Epoxidierung aus Cyclohexen hergestellt. Die Epoxidierung kann entweder in einem homogenen Reaktionsmedium durch Persäuren stattfinden oder heterogen katalysiert (z. B. durch Silber mit molekularem Sauerstoff):
In der industriellen Herstellung ist die heterogen katalysierte Herstellung bevorzugt, aufgrund besserer Atomökonomie, einer einfacheren Abtrennung des Produktes und leichtem Recycling des (verbrauchten) Katalysators. Ein kurzer Überblick über die Oxidation von Cyclohexen durch Wasserstoffperoxid ist in der Literatur gegeben. In jüngster Zeit wurde gefunden, dass die katalytische Oxidation durch immobilisierte Metalloporphyrin-Komplexe eine effiziente Möglichkeit darstellt.

## Stereochemie
Das Molekül weist zwei Stereozentren auf. Es gibt von Cyclohexenoxid zwei Enantiomere sowie die meso-Form.

## Analyse
Cyclohexenoxid wurde ausführlich mit analytischen Methoden untersucht. Ein guter Überblick ist in der Literatur gegeben. Eine Studie zur Polymerisation von Cyclohexenoxid in Lösung und die IR-, 1H-NMR- und MALDI-TOF-Spektren des Produktes zusammen mit den SEC-Chromatogrammen finden sich in der Literatur.